# Humberto Ramos
Humberto Ramos (Messico, 27 novembre 1970) è un fumettista messicano.
È uno dei più apprezzati cartoonist nel panorama degli autori di supereroi. Fondatore della linea Cliffangher!, etichetta della DC Comics, ha riportato nei negozi e nelle edicole statunitensi, insieme allo scrittore Paul Jenkins, la storica Spectacular Spider-Man, una delle collane fondate da Stan Lee.

## Carriera
Ramos ha scoperto i fumetti da bambino: la madre, infatti, pur di tenerlo buono, era solita comprargli tanti albi di supereroi. Tra i suoi preferiti c'erano l'Uomo Ragno (il suo personaggio preferito), i Fantastici Quattro, i Vendicatori e la Justice League.
I suoi primi tentativi con il disegno iniziano in tenera età (tre anni), quando provò a riprodurre i personaggi dei cartoni animati di Rocky & Bullwinkle e Underdog.
Raggiunta l'età giusta, decise, così, di iscriversi al college e di proseguire gli studi nel campo dell'illustrazione. Incoraggiato dalla fidanzata Alicia, iniziò a frequentare le comic convention, facendo lunghe code per mostrare le sue illustrazioni ad autori e redattori.
Si unisce con Oscar González Guerrero e con Oscar González Loyo, altri due autori di fumetti messicani, con cui fonda i ¡Ka-Boom! Estudio.
Nel 1995, la Milestone Media gli affida la serie Blood Syndicate, dandogli delle scadenze molto strette per testarne le capacità.
Del suo talento si accorse la DC Comics, che decise di affidargli i disegni della testata Impulse (uno spin-off di Flash), affiancandolo agli sceneggiatori Mark Waid e Brian Agustyn. È in questo periodo che sviluppa il suo stile molto particolare che richiama proprio i cartoni animati: in particolare il disegno dei piedi, molto simili alle zampe del famoso Bugs Bunny.
Lasciata la testata nel 1996 (insieme agli sceneggiatori), inizia a lavorare per l'Image Comics, dove, con lo scozzese Warren Ellis, idea la serie DV8, basata su un gruppo di adolescenti con superpoteri.
Anche grazie a questa serie attira l'attenzione della Marvel, che lo fa entrare nella linea Marvel 2099, per la quale disegna, per breve tempo, la testata X-Nation 2099.
Ritorna così alla DC Comics, prima nuovamente su Impulse, quindi dà il battesimo ad un nuovo gruppo, Young Justice, nella miniserie JLA - Un mondo senza adulti, scritta da Todd De Zago e disegnata con Mike McKone, dividendosi i compiti: a Ramos le scene sulla Terra degli adolescenti, a McKone quella "fittizia" degli adulti. Quindi nel 1998 fonda la Cliffangher! insieme a Joe Madureira e a J. Scott Campbell, una sottoetichetta della Wildstorm Productions creata poco prima che quest'ultima venisse assorbita dalla DC Comics. Per l'etichetta realizza la serie Crimson, quindi Out There, scrivendo i testi con l'ausilio di Agustyn e realizzandone interamente i disegni, e i testi di Kamikaze, serie disegnata da Francesco Herrera, suo "discepolo", e scritta con lo stesso Herrera e con Olallo Rubio.
Torna, quindi, alla Marvel Comics di Quesada per realizzare alcune storie dell'Uomo Ragno con Paul Jenkins come scrittore, e quindi, come detto, riportare in auge la testata Spectacular Spider-Man, che però lascerà nel 2005, alla vigilia della sua chiusura e dopo aver dato a Peter Parker le ragnatele organiche già viste nell'Uomo Ragno 2099 e nel film Spider-Man, per dedicarsi a produzioni originali per il mercato francese, firmando – insieme ai suoi colleghi Francisco Herrera e Skottie Young – un contratto con la Soleil.
Nel 2005 realizza la mini-serie Revelations per la Dark Horse Comics, ancora una volta su testi di Jenkins.
Nel 2006 Ramos ritorna alla Marvel per lavorare con lo scrittore Marc Guggenheim ai tie-in di Civil War della serie Wolverine.
Successivamente nel 2009 disegna 5 episodi della serie "Avengers: The Initiative" per la Marvel, sui testi di Christos N. Gage.
Dal 2011 ad oggi, per i testi di Dan Slott, realizza i disegni per le collane americane The Amazing Spider-Man e The Superior Spider-Man, entrambe dedicate a Spider-Man. Quando la Marvel decide di rilanciare l'universo Marvel dopo il wide-universe crossover Secret Wars di Jonathan Hickman, Ramos rientra tra i disegnatori prescelti per le nuove serie mutanti. Gli vengono quindi assegnati i disegni della serie regolare Extraordinary X-Men (dal n.1 in distribuzione a ottobre 2015), su testi di Jeff Lemire.